# Foresta nazionale di Carson
La foresta nazionale di Carson (in inglese: Carson National Forest) si trova nella parte settentrionale del Nuovo Messico, negli Stati Uniti d'America. Comprende 6,070 chilometri quadrati (1,5 milioni di acri) ed è amministrata dallo United States Forest Service. La politica di "uso misto" del servizio forestale consente il suo utilizzo per la ricreazione, il pascolo e l'estrazione delle risorse.